# Golden Globe du meilleur film d'animation
Le Golden Globe du meilleur film d'animation (Golden Globe Award for Best Animated Feature Film) est une récompense cinématographique décernée annuellement depuis 2007 par la Hollywood Foreign Press Association.

## Palmarès
Note : L’année indiquée est celle de la cérémonie, récompensant les films sortis au cours de l’année précédente. Les lauréats sont indiquées en tête de chaque catégorie, en jaune et en caractères gras.

### Années 2000
| Année | Film                        | Nommé(s)                      | Studio(s) de production                                                                              |
| ----- | --------------------------- | ----------------------------- | --- |
| 2007  | Cars                        | John Lasseter                 | Walt Disney Pictures, Pixar Animation Studios                                                        |
| 2007  | Happy Feet                  | George Miller                 | Village Roadshow Pictures, Animal Logic, Kennedy Miller Productions, Warner Bros. Pictures Animation |
| 2007  | Monster House               | Gil Kenan                     | ImageMovers, Amblin Entertainment, Relativity Media                                                  |
| 2008  | Ratatouille                 | Brad Bird                     | Walt Disney Pictures, Pixar Animation Studios                                                        |
| 2008  | Bee Movie : Drôle d'abeille | Simon J. Smith, Steve Hickner | DreamWorks Animation                                                                                 |
| 2008  | Les Simpson, le film        | David Silverman               | 20th Century Animation, Gracie Films                                                                 |
| 2009  | WALL-E                      | Andrew Stanton                | Walt Disney Pictures, Pixar Animation Studios                                                        |
| 2009  | Kung Fu Panda               | Mark Osborne, John Stevenson  | DreamWorks Animation                                                                                 |
| 2009  | Volt, star malgré lui       | Chris Williams, Byron Howard  | Walt Disney Pictures, Walt Disney Animation Studios                                                  |

### Années 2010
| Année | Film                                              | Nommé(s)                                      | Studio(s) de production                                                                                         |
| ----- | ------------------------------------------------- | --------------------------------------------- | --- |
| 2010  | Là-haut                                           | Pete Docter                                   | Walt Disney Pictures, Pixar Animation Studios                                                                   |
| 2010  | Coraline                                          | Henry Selick                                  | Laika, Pandemonium, Focus Features                                                                              |
| 2010  | Fantastic Mr. Fox                                 | Wes Anderson                                  | 20th Century Animation, Indian Paintbrush, American Empirical Pictures                                          |
| 2010  | La Princesse et la Grenouille                     | Ron Clements, John Musker                     | Walt Disney Pictures, Walt Disney Animation Studios                                                             |
| 2010  | Tempête de boulettes géantes                      | Phil Lord, Christopher Miller                 | Sony Pictures Animation                                                                                         |
| 2011  | Toy Story 3                                       | Lee Unkrich                                   | Walt Disney Pictures, Pixar Animation Studios                                                                   |
| 2011  | Dragons                                           | Chris Sanders, Dean DeBlois                   | DreamWorks Animation                                                                                            |
| 2011  | L'Illusionniste                                   | Sylvain Chomet                                | Pathé, Django Films                                                                                             |
| 2011  | Moi, moche et méchant                             | Pierre Coffin, Chris Renaud                   | Illumination |
| 2011  | Raiponce                                          | Nathan Greno, Byron Howard                    | Walt Disney Pictures, Walt Disney Animation Studios                                                             |
| 2012  | Les Aventures de Tintin : Le Secret de la Licorne | Steven Spielberg                              | Nickelodeon Movies, Amblin Entertainment, WingNut Films, The Kennedy/Marshall Company, Weta                     |
| 2012  | Cars 2                                            | John Lasseter                                 | Walt Disney Pictures, Pixar Animation Studios                                                                   |
| 2012  | Le Chat potté                                     | Chris Miller                                  | DreamWorks Animation                                                                                            |
| 2012  | Mission : Noël                                    | Sarah Smith                                   | Aardman Animations, Sony Pictures Animation                                                                     |
| 2012  | Rango                                             | Gore Verbinski                                | Nickelodeon Movies, GK Films, Industrial Light & Magic                                                          |
| 2013  | Rebelle                                           | Mark Andrews, Brenda Chapman                  | Walt Disney Pictures, Pixar Animation Studios                                                                   |
| 2013  | Les Cinq Légendes                                 | Peter Ramsey                                  | DreamWorks Animation                                                                                            |
| 2013  | Frankenweenie                                     | Tim Burton                                    | Walt Disney Pictures, Tim Burton Productions                                                                    |
| 2013  | Hôtel Transylvanie                                | Genndy Tartakovsky                            | Sony Pictures Animation                                                                                         |
| 2013  | Les Mondes de Ralph                               | Rich Moore                                    | Walt Disney Pictures, Walt Disney Animation Studios                                                             |
| 2014  | La Reine des neiges                               | Chris Buck, Jennifer Lee                      | Walt Disney Pictures, Walt Disney Animation Studios                                                             |
| 2014  | Les Croods                                        | Kirk DeMicco, Chris Sanders                   | DreamWorks Animation                                                                                            |
| 2014  | Moi, moche et méchant 2                           | Pierre Coffin, Chris Renaud                   | Illumination |
| 2015  | Dragons 2                                         | Dean DeBlois                                  | DreamWorks Animation                                                                                            |
| 2015  | Les Boxtrolls                                     | Graham Annable, Anthony Stacchi               | Laika, Focus Features                                                                                           |
| 2015  | La Grande Aventure Lego                           | Phil Lord, Christopher Miller                 | Village Roadshow Pictures, The Lego Group, Vertigo Entertainment, Animal Logic, Warner Bros. Pictures Animation |
| 2015  | La Légende de Manolo                              | Jorge Gutierrez                               | Reel FX Creative Studios, 20th Century Animation                                                                |
| 2015  | Les Nouveaux Héros                                | Don Hall, Chris Williams                      | Walt Disney Pictures, Walt Disney Animation Studios                                                             |
| 2016  | Vice-versa                                        | Pete Docter                                   | Walt Disney Pictures, Pixar Animation Studios                                                                   |
| 2016  | Anomalisa                                         | Charlie Kaufman, Duke Johnson                 | Starburns Industries, Snoot Films                                                                               |
| 2016  | Shaun le mouton, le film                          | Richard Starzak, Mark Burton                  | Aardman Animations                                                                                              |
| 2016  | Snoopy et les Peanuts, le film                    | Steve Martino                                 | Blue Sky Studios, 20th Century Animation, Peanuts Worldwide, Feigco Entertainment                               |
| 2016  | Le Voyage d'Arlo                                  | Peter Sohn                                    | Walt Disney Pictures, Pixar Animation Studios                                                                   |
| 2017  | Zootopie                                          | Byron Howard, Rich Moore                      | Walt Disney Pictures, Walt Disney Animation Studios                                                             |
| 2017  | Kubo et l'Armure magique                          | Travis Knight                                 | Laika, Focus Features                                                                                           |
| 2017  | Ma vie de Courgette                               | Claude Barras                                 | RITA, Blue Spirit, Gebeka Films, KNM                                                                            |
| 2017  | Tous en scène                                     | Garth Jennings                                | Illumination |
| 2017  | Vaiana : La Légende du bout du monde              | Ron Clements, John Musker                     | Walt Disney Pictures, Walt Disney Animation Studios                                                             |
| 2018  | Coco                                              | Lee Unkrich                                   | Walt Disney Pictures, Pixar Animation Studios                                                                   |
| 2018  | Baby Boss                                         | Tom McGrath                                   | DreamWorks Animation                                                                                            |
| 2018  | Ferdinand                                         | Carlos Saldanha                               | Blue Sky Studios, 20th Century Animation, Davis Entertainment                                                   |
| 2018  | Parvana, une enfance en Afghanistan               | Nora Twomey                                   | Cartoon Saloon, Telefilm Canada, Irish Film Board, Melusine Productions, Guru Studio, Aircraft Pictures         |
| 2018  | La Passion Van Gogh                               | Dorota Kobiela, Hugh Welchman                 | BreakThru Productions, Trademark Films                                                                          |
| 2019  | Spider-Man: New Generation                        | Bob Persichetti, Peter Ramsey, Rodney Rothman | Columbia Pictures, Sony Pictures Animation, Marvel Entertainment                                                |
| 2019  | L'Île aux chiens                                  | Wes Anderson                                  | Studios de Babelsberg, Indian Paintbrush, American Empirical Pictures                                           |
| 2019  | Les Indestructibles 2                             | Brad Bird                                     | Walt Disney Pictures, Pixar Animation Studios                                                                   |
| 2019  | Miraï, ma petite sœur                             | Mamoru Hosoda                                 | Studio Chizu |
| 2019  | Ralph 2.0                                         | Rich Moore, Phil Johnston                     | Walt Disney Pictures, Walt Disney Animation Studios                                                             |

### Années 2020
| Année | Film                                         | Nommé(s)                                            | Studio(s) de production                                                                           |
| ----- | -------------------------------------------- | --------------------------------------------------- | ------------------------------------------------------------------------------------------------- |
| 2020  | Monsieur Link                                | Chris Butler                                        | Annapurna Pictures, Laika                                                                         |
| 2020  | Dragons 3 : Le Monde caché                   | Dean DeBlois                                        | DreamWorks Animation                                                                              |
| 2020  | La Reine des neiges 2                        | Chris Buck, Jennifer Lee                            | Walt Disney Pictures, Walt Disney Animation Studios                                               |
| 2020  | Le Roi Lion                                  | Jon Favreau                                         | Walt Disney Pictures, Fairview Entertainment                                                      |
| 2020  | Toy Story 4                                  | Josh Cooley                                         | Walt Disney Pictures, Pixar Animation Studios                                                     |
| 2021  | Soul                                         | Pete Docter                                         | Walt Disney Pictures, Pixar Animation Studios                                                     |
| 2021  | Les Croods 2 : Une nouvelle ère              | Joel Crawford                                       | DreamWorks Animation                                                                              |
| 2021  | En avant                                     | Dan Scanlon                                         | Walt Disney Pictures, Pixar Animation Studios                                                     |
| 2021  | Le Peuple Loup                               | Tomm Moore, Ross Stewart                            | Cartoon Saloon, Melusine Productions                                                              |
| 2021  | Voyage vers la Lune                          | Glen Keane                                          | Netflix, Pearl Studio, Sony Pictures Imageworks, Glen Keane Productions                           |
| 2022  | Encanto : La Fantastique Famille Madrigal    | Jared Bush, Byron Howard                            | Walt Disney Pictures, Walt Disney Animation Studios                                               |
| 2022  | Flee                                         | Jonas Poher Rasmussen                               | Vice Studios                                                                                      |
| 2022  | Luca                                         | Enrico Casarosa                                     | Walt Disney Pictures, Pixar Animation Studios                                                     |
| 2022  | Ma famille afghane                           | Michaela Pavlátová                                  | Negativ Film, Sacrebleu Productions                                                               |
| 2022  | Raya et le Dernier Dragon                    | Don Hall, Carlos López Estrada                      | Walt Disney Pictures, Walt Disney Animation Studios                                               |
| 2023  | Pinocchio                                    | Guillermo del Toro, Mark Gustafson                  | Netflix, Double Dare You!, ShadowMachine, The Jim Henson Company, Taller del Chucho               |
| 2023  | Alerte rouge                                 | Domee Shi                                           | Walt Disney Pictures, Pixar Animation Studios                                                     |
| 2023  | Le Chat potté 2 : La Dernière Quête          | Joel Crawford                                       | DreamWorks Animation                                                                              |
| 2023  | Inu-Oh                                       | Masaaki Yuasa                                       | Science Saru                                                                                      |
| 2023  | Marcel le coquillage (avec ses chaussures)   | Dean Fleischer Camp                                 | Cinereach, You Want I Should LLC., Human Woman Inc., Sunbeam TV & Films, Chiodo Bros. Productions |
| 2024  | Le Garçon et le Héron                        | Hayao Miyazaki                                      | Studio Ghibli                                                                                     |
| 2024  | Élémentaire                                  | Peter Sohn                                          | Walt Disney Pictures, Pixar Animation Studios                                                     |
| 2024  | Spider-Man: Across the Spider-Verse          | Joaquim Dos Santos, Justin K. Thompson, Kemp Powers | Columbia Pictures, Sony Pictures Animation, Marvel Entertainment                                  |
| 2024  | Super Mario Bros., le film                   | Aaron Horvath, Michael Jelenic                      | Universal Pictures, Illumination, Nintendo                                                        |
| 2024  | Suzume                                       | Makoto Shinkai                                      | CoMix Wave Films, Studio, Inc.                                                                    |
| 2024  | Wish : Asha et la Bonne Étoile               | Chris Buck, Fawn Veerasunthorn                      | Walt Disney Pictures, Walt Disney Animation Studios                                               |
| 2025  | Flow                                         | Gints Zilbalodis                                    | Janus Films                                                                                       |
| 2025  | Mémoires d'un escargot                       | Adam Elliot                                         | IFC Films                                                                                         |
| 2025  | Le Robot sauvage                             | Chris Sanders                                       | DreamWorks Animation                                                                              |
| 2025  | Vaiana 2                                     | David Derrick Jr.                                   | Walt Disney Pictures, Walt Disney Animation Studios                                               |
| 2025  | Vice-versa 2                                 | Kelsey Mann                                         | Walt Disney Pictures, Pixar Animation Studios                                                     |
| 2025  | Wallace et Gromit : La Palme de la vengeance | Nick Park, Merlin Crossingham                       | Aardman Animations, Netflix                                                                       |

## Statistiques
| Studio                          | Nominations | Victoires | Films |
| ------------------------------- | ----------- | --------- | --- |
| Pixar Animation Studios         | 18          | 9         | - Cars - Ratatouille - WALL-E - Là-haut - Toy Story 3 - Cars 2 - Rebelle - Vice-versa - Le Voyage d'Arlo - Coco - Les Indestructibles 2 - Toy Story 4 - Soul - En avant - Luca - Alerte rouge - Élémentaire - Vice-versa 2 |
| Walt Disney Animation Studios   | 14          | 3         | - Volt, star malgré lui - La Princesse et la Grenouille - Raiponce - Les Mondes de Ralph - La Reine des neiges - Les Nouveaux Héros - Zootopie - Vaiana : La Légende du bout du monde - Ralph 2.0 - La Reine des neiges 2 - Encanto : La Fantastique Famille Madrigal - Raya et le Dernier Dragon - Wish : Asha et la Bonne Étoile - Vaiana 2 |
| DreamWorks Animation            | 12          | 1         | - Bee Movie : Drôle d'abeille - Kung Fu Panda - Dragons - Le Chat potté - Les Cinq Légendes - Les Croods - Dragons 2 - Baby Boss - Dragons 3 : Le Monde caché - Les Croods 2 : Une nouvelle ère - Le Chat potté 2 : La Dernière Quête - Le Robot sauvage                                                                                      |
| Sony Pictures Animation         | 6           | 1         | - Tempête de boulettes géantes - Mission : Noël - Hôtel Transylvanie - Spider-Man: New Generation - Voyage vers la Lune - Spider-Man: Across the Spider-Verse |
| Laika                           | 4           | 1         | - Coraline - Les Boxtrolls - Kubo et l'Armure magique - Monsieur Link |
| Illumination                    | 4           | 0         | - Moi, moche et méchant - Moi, moche et méchant 2 - Tous en scène - Super Mario Bros., le film |
| Netflix                         | 3           | 1         | - Voyage vers la Lune - Pinocchio - Wallace et Gromit : La Palme de la vengeance |
| Aardman Animations              | 3           | 0         | - Mission : Noël - Shaun le mouton, le film - Wallace et Gromit : La Palme de la vengeance |
| Nickelodeon Movies              | 2           | 1         | - Les Aventures de Tintin : Le Secret de La Licorne - Rango |
| Blue Sky Studios                | 2           | 0         | - Snoopy et les Peanuts, le film - Ferdinand |
| Cartoon Saloon                  | 2           | 0         | - Parvana, une enfance en Afghanistan - Le Peuple Loup |
| Indian Paintbrush               | 2           | 0         | - Fantastic Mr. Fox - L'Île aux chiens |
| Warner Bros. Pictures Animation | 2           | 0         | - Happy Feet - La Grande Aventure Lego |